# Ежмановице-Пшегиня (гмина)
Ежмановице-Пшегиня (пол. Jerzmanowice-Przeginia) — сельская гмина (волость) в Польше, входит как административная единица в Краковский повет, Малопольское воеводство. Административным центром гмины является село Ежмановице.
Население — 10 426 человек (на 2004 год).

## Демография
| Перепись                       | Всего   | Всего | Женщины | Женщины | Мужчины | Мужчины |
| ------------------------------ | ------- | ----- | ------- | ------- | ------- | ------- |
| Единицы                        | человек | %     | человек | %       | человек | %       |
| Население                      | 10 426  | 100   | 5257    | 50,4    | 5169    | 49,6    |
| Плотность населения (чел./км²) | 152,4   | 152,4 | 76,9    | 76,9    | 75,6    | 75,6    |

## Населённые пункты
Готковице, Ежмановице, Лазы, Пшегиня, Рацлавице, Сонспув, Чубровице, Шкляры.

## Соседние гмины
1. Гмина Кшешовице
2. Гмина Олькуш
3. Гмина Скала
4. Гмина Сулошова
5. Гмина Велька-Весь
6. Гмина Забежув